# Nordre Steinskjeret
Nordre Steinskjeret est une île norvégienne du comté de Hordaland appartenant administrativement à Bergen.

## Description
Rocheuse et désertique à l'exception d'une légère végétation, à fleur d'eau, elle s'étend sur environ 62 m de longueur pour une largeur approximative de 41 m. 